# Race of Champions 1970

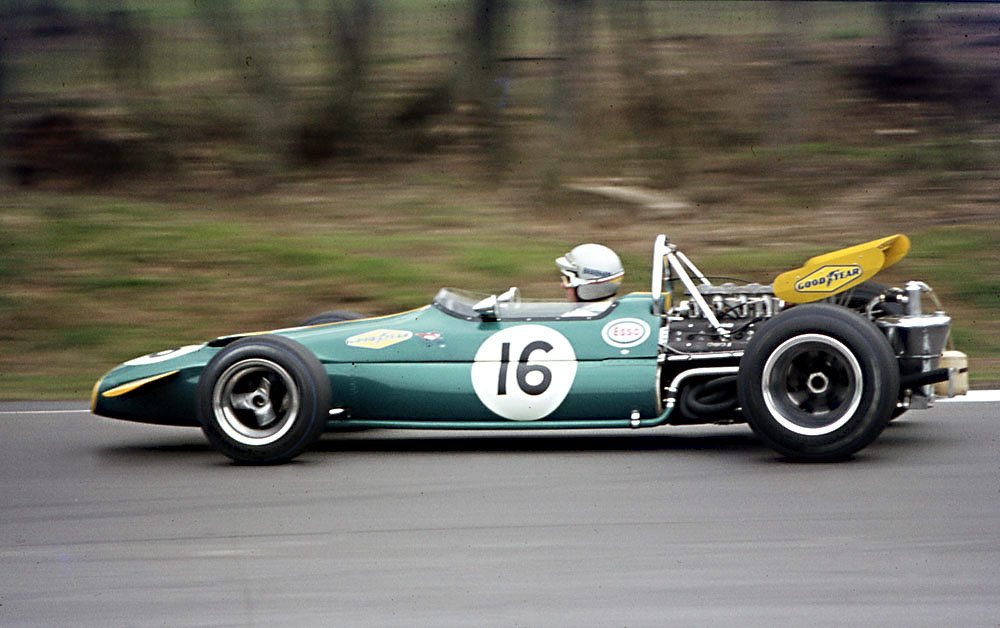
Jack Brabham impegnato nell'edizione 1970 della Race of Champions

La Race of Champions 1970 (V Race of Champions) fu una gara di Formula 1 non valida per il campionato del mondo, si disputò il 22 marzo 1970 sul Circuito di Brands Hatch. Si posizionò nel calendario di Formula 1 dopo la gara d'apertura corsa in  Sud Africa il 7 marzo.
La gara venne vinta da Jackie Stewart su March, precedette Jochen Rindt su Lotus. Questa fu la quarta affermazione per il pilota scozzese in una gara non valida quale prova del campionato del mondo. Stewart ottenne anche la pole, mentre il giro più veloce fu ottenuto da Jack Brabham.

## Classifica
| Pos | No | Pilota               | Costruttore  | Giri | Tempo/Ritiro     | Griglia |
| --- | -- | -------------------- | ------------ | ---- | ---------------- | ------- |
| 1   | 1  | Jackie Stewart       | March-Ford   | 50   | 1:12'15:8        | 1       |
| 2   | 8  | Jochen Rindt         | Lotus-Ford   | 50   | + 36.2           |         |
| 3   | 8  | Denny Hulme          | McLaren-Ford | 50   |                  |         |
| 4   | 16 | Jack Brabham         | Brabham-Ford | 49   | + 1 Giro         |         |
| 5   | 9  | Graham Hill          | Lotus-Ford   | 49   | + 1 Giro         |         |
| 6   | 6  | Peter Gethin         | McLaren-Ford | 49   | + 1 Giro         |         |
| Ret | 12 | George Eaton         | BRM          | 24   | Probl. Elettrico |         |
| Ret | 4  | Bruce McLaren        | McLaren-Ford | 22   | Incidente        |         |
| Ret | 11 | Jackie Oliver        | BRM          | 13   | Trasmissione     |         |
| Ret | 10 | Peter Lovely         | Lotus-Ford   | 12   | Incidente        |         |
| Ret | 3  | Chris Amon           | March-Ford   | 11   | Motore           |         |
| Ret | 7  | John Surtees         | McLaren-Ford | 11   | Acceleratore     |         |
| DNP | 14 | Jean-Pierre Beltoise | Matra        |      |                  |         |
| DNP | 15 | Derek Bell           | Brabham-Ford |      |                  |         |